# 大阪女子短期大学
大阪女子短期大学（おおさかじょしたんきだいがく、英語: Osaka Women's Junior College）は、大阪府藤井寺市春日丘3-8-1に本部を置いていた日本の私立大学である。1955年に設置され、2018年に廃止された。大学の略称はOsaka Women's Junior Collegeの頭文字をとって「OWJC」と称されることもある。

## 概観

### 大学全体
- 大阪府藤井寺市に所在した日本の私立短期大学で、設置主体は学校法人谷岡学園[注 2]。
- 1955年に1学科を擁して開学[注 3]。順次、学科の増設により最大で3学科[注釈 2]まで拡大されたが、最終的には2学科[注 4]。
- 2016年度の入学生を最後に[注釈 3]、2018年に短期大学としての使命を終える[注釈 4]。
- 府立大学であった大阪女子大学とは別の組織である。

### 建学の精神（校訓・理念・学是）
- 大阪女子短期大学における建学の精神は、「世に役立つ人物の養成」であった。

### 教育および研究
- 大阪女子短期大学は日本全国で少数の製菓衛生師を養成する課程があった。

### 学風および特色
- 大阪女子短期大学は、「思いやりと礼節」・「基礎的実学」・「柔軟な思考」・「楽しい生き方」をモットーとした教育が重視されていた。

## 沿革
- 1951年
  - 3月1日 学校法人が成立する[8]。
- 1955年
  - 2月1日 左記を以て文部省[注 5]より短期大学の設置が認可される[9]。
  - 4月1日 大阪女子短期大学が以下の学科体制にて開学[10]。
    - 家政科 入学定員40名
- 1958年
  - 4月1日 以下の学科を増設する[注 6]。
    - 保健科 入学定員40名

  - 5月1日 学生数[13]/定員
    - 家政科 44[注釈 5]/80
    - 保健科 51[注釈 5]/40
- 1959年
  - 5月1日 学生数[14]/定員
    - 家政科 49[注釈 5]/80
    - 保健科 53[注釈 5]/80
- 1968年
  - 4月1日 家政科の入学定員を40→80に増員し、かつ以下の専攻課程を設ける[注 7]。
    - 家政専攻[注釈 6]
    - 食物栄養専攻[注釈 6]

  - 5月1日 学生数[18]/定員
    - 家政科 236[注釈 5]/120
    - 保健科 68[注釈 5]/80
- 1970年
  - 5月1日 学生数[19]/定員
    - 家政科 277[注釈 5]/160
    - 保健科 165[注釈 5]/80
- 1975年
  - 4月1日 以下の学科を増設する[注 8]。
    - 児童教育科
      - 初等教育専攻[注釈 7]
      - 幼児教育専攻[注釈 7]

  - 5月1日 学生数[23]/定員
    - 家政科 351[注釈 5]/160
    - 保健科 318[注釈 5]/80
    - 児童教育科 90[注釈 5]/100
- 1976年
  - 5月1日 学生数[24]/定員
    - 家政科 318[注釈 5]/160
    - 保健科 298[注釈 5]/80
    - 児童教育科 278[注釈 5]/200
- 1985年
  - 5月1日 学生数[25]/定員
    - 家政科 311[注釈 5]/160
    - 保健科 172[注釈 5]/80
    - 児童教育科 316[注釈 5]/200
- 1986年
  - 5月1日 学生数[26]/定員
    - 家政科 326[注釈 5]/160
    - 保健科 162[注釈 5]/80
    - 児童教育科 341[注釈 5]/200
- 1987年
  - 5月1日 学生数[27]/定員
    - 家政科 286[注釈 5]/160
    - 保健科 150[注釈 5]/80
    - 児童教育科 337[注釈 5]/200
- 1990年
  - 4月1日 家政科家政専攻の入学定員を40→80に増員[注 9]。
  - 5月1日 学生数[32]/定員
    - 家政科 227[注釈 5]/200
    - 保健科 84[注釈 5]/80
    - 児童教育科 241[注釈 5]/200
- 1991年
  - 4月1日 以下、増員あり[注 10]。
    - 保健科 40→80[注釈 8]
    - 家政科食物栄養専攻 40→80[注釈 8]

  - 5月1日 学生数[37]/定員
    - 家政科 318[注釈 5]/280
    - 保健科 133[注釈 5]/120
    - 児童教育科 241[注釈 5]/200
- 1992年
  - 5月1日 学生数[注 11]/定員
    - 家政科 371[注釈 5]/320
    - 保健科 191[注釈 5]/160
    - 児童教育科 246[注釈 5]/200
- 1995年
  - 4月1日 学科及び専攻名の改称あり[注 12]。
    - 家政科→生活科学科
      - 家政専攻→生活科学専攻

  - 5月1日 学生数[45]/定員
    - 生活科学科 185[注釈 5]/160
      - 家政科 181[注釈 5]/160

    - 保健科 195[注釈 5]/160
    - 児童教育科 240[注釈 5]/200
- 1996年
  - 5月1日 学生数[46]/定員
    - 生活科学科 351[注釈 5]/320
    - 保健科 201[注釈 5]/160
    - 児童教育科 253[注釈 5]/200
- 1999年
  - 5月1日 学生数[47]/定員
    - 生活科学科 232[注釈 5]/320
    - 保健科 170[注釈 5]/160
    - 児童教育科 201[注釈 5]/200
- 2000年
  - 4月1日 児童教育科における以下の課程ついては、この年度で学生募集を最終とする[注 13]。
    - 初等教育専攻[注 14]
- 2001年
  - 4月1日 生活科学科における各専攻に入学定員の変更あり[注 15]。
    - 生活科学専攻 80→40[注釈 9]
    - 食物栄養専攻 80→120[注釈 9]
- 2002年
  - 4月1日
    - 児童教育科[注 16]を以下の学科に改組[注 17]。
    - 生活科学専攻に製菓コース設置[55]。
    - 幼児教育科
- 2007年
  - 4月1日 この年度の入学生より生活科学科における以下の課程についての改称あり[注 18]。
    - 生活デザイン専攻→ライフプロデュース専攻[注 19]
- 2009年
  - 4月1日 この年度の入学生より保健科を以下の学科に改組する[注 20]。
    - 人間健康学科 入学定員100名[注 21]
- 2014年
  - 4月1日 以下の学科については、この年度で学生募集を最終とする[注 22]。
    - 人間健康学科[注 23]
- 2015年
  - 4月1日 生活科学科における以下の各専攻については、この年度で学生募集を最終とする[注 24]。[注 25]。
- 2016年
  - 4月1日 この年度で短期大学としての学生募集を最終とする[注釈 3]。
- 2018年
  - 9月26日 左記をもって正式に廃止となる[注釈 4]。

## 基礎データ

### 所在地
- 大阪府藤井寺市春日丘3-8-1[注釈 1]

### 象徴
- スクールカラーは緑色であった[注 26]。

## 教育および研究

### 組織

#### 学科
- 生活科学科 入学定員100名[注釈 10]
  - ライフプロデュース専攻 入学定員50名[注釈 11]
  - 食物栄養専攻 入学定員100名[注釈 11]
    - 栄養士コース
    - 製菓コース
- 幼児教育科 入学定員100名[注釈 10]

過去にあった学科
- 保健科→人間健康学科 入学定員100名[注 27]
  - 養護・保健コース
  - 医療事務・秘書コース→後の生活科学科ライフプロデュース専攻にあたる。
- 児童教育科
  - 初等教育専攻 入学定員50名[注 28]
  - 幼児教育専攻→幼児教育科

#### 取得資格について
資格
- 栄養士：生活科学科食物栄養専攻栄養士コース。
- 保育士：幼児教育科。

受験資格
- 製菓衛生師：生活科学科食物栄養専攻製菓コースに所属する必要があった[71]。

教職課程
- 中学校教諭二種免許状[注 29]
  - 保健：人間健康学科養護・保健コースおよび旧保健科[71]。
  - 家庭：生活科学科ライフプロデュース専攻の前身である生活科学専攻と食物栄養専攻にあった食生活文化コースにて設置されていた[注 30]。
- 養護教諭二種免許状：人間健康学科養護・保健コース及び旧保健科[71]。
- 幼稚園教諭二種免許状：幼児教育学科にて取得できた[注 31]。
- 小学校教諭二種免許状：かつて、児童教育科にあった初等教育専攻に設置されていた。
- 栄養教諭二種免許状[注 32]

#### 附属機関
- 地域子育て支援研究所：2004年に設置されている。
- 図書館

#### 研究
- 『大阪女子短期大学紀要』[77]

## 学生生活

### 部活動・クラブ活動・サークル活動
- 大阪女子短期大学にあるクラブ活動の組織数は、決して数多くはなかったが、体育系にはバレーボール・テニス・ダンスなどがあった。1971年に写真部が天理大学と合同で撮影会を行っている[78]。

### スポーツ
- バレーボール部が活発であった。

### 学園祭
- 大阪女子短期大学の学園祭は「虹色祭」と呼ばれ毎年、概ね11月に行われていた[79]。生活科学専攻によるドレスショーも催された[80]。

## 大学関係者と組織

### 大学関係者組織
- 大阪女子短期大学には「松燈会」と称した保健科による卒業生ネットワークがある。

## 施設

### キャンパス
- 当時の交通アクセス：近鉄南大阪線藤井寺駅下車。

### 学生食堂
- 「カフェテリア パステル」と称した食堂があった。

### 講堂
- 「グリーンホール」と称したホールがあった。

### 教育研修センター
- 音楽や保育の実習に使われていた。キャンパスの手前にあった藤井寺球場跡の一角にある。もとは大阪近鉄バファローズの寮「球友寮」だった施設で、2004年の球団消滅後、球場は解体されたが寮は2000年竣工と新しいため、当短大の施設として活用されることになった。

## 対外関係

### 姉妹校
- 至学館大学
- 至学館大学短期大学部
- 至学館高等学校
- 至学館大学附属幼稚園

### 系列校
- 神戸芸術工科大学
- 大阪商業大学
- 大阪商業大学高等学校
- 大阪商業大学堺高等学校
- 大阪緑涼高等学校
- 大阪商業大学附属幼稚園

## 社会との関わり
- 生涯学習講座として地域の人々に対して「グリーンセミナー」が行われていた。

## 卒業後の進路について

### 編入学・進学実績
- これまでの実績では、系列の中京女子大学ほか大阪教育大学・同志社女子大学・龍谷大学・甲子園大学・神戸芸術工科大学・徳島文理大学ほか南九州大学などがある[81]。

## 附属学校
- 大阪女子短期大学高等学校